# Juliette o las prosperidades del vicio
Juliette o las prosperidades del vicio, también llamada Juliette o el vicio ampliamente recompensado, es una novela del marqués de Sade, publicada en 1796 tras La nueva Justine. Se trata de una de las obras más importantes e influyentes del autor, junto con La filosofía en el tocador y Los 120 días de Sodoma.

## Orígenes
Alphonse-François de Sade, más conocido en la historia de la literatura como marqués de Sade, fue considerado demente, y fue censurado por los temas eróticos, políticos, sociales y religiosos que abordaba en cada una de sus obras. Dentro de sus polémicos cuentos, novelas e historias escribió dos grandes obras que se enlazan para construir una gran novela, Justine o los infortunios de la virtud, y la presente obra, Juliette.
La publicación de Justine provocó críticas y descontentos por parte del gobierno, por lo cual su publicación circuló clandestinamente durante el siglo XIX. No fue sino hasta el siglo XX cuando sus escritos comenzaron a ser libremente publicados. Justine es la parte que fundamenta la novela de Julieta, ya que es la historia de dos hermanas que eligen destinos distintos.

## Argumento

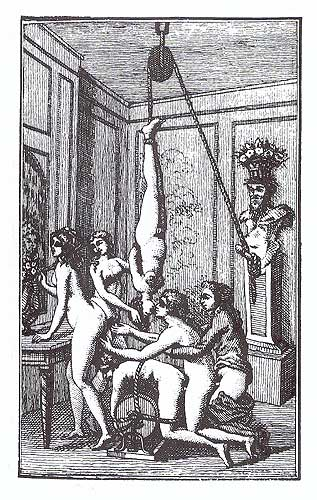
Ilustración de una edición holandesa del libro, (c. 1800).

Juliette y Justine eran dos niñas que tenían 14 y 12 años respectivamente cuando quedaron huérfanas y totalmente solas. Al salir del convento, ambas decidieron tomar caminos distintos. Juliette, una hermosa joven, decidió comenzar a trabajar en un burdel. Cabe mencionar que en el convento estuvo expuesta a prácticas sexuales diversas, por lo que se adaptó fácilmente al camino del vicio, la depravación y el dinero. Justine, por otra parte, buscó desesperadamente abrirse camino en un mundo cruel, siendo una joven virtuosa. Desgraciadamente se encontrará todo tipo de personajes sádicos y pervertidos que la utilizarán y abusarán de ella.
Juliette se convierte en la cortesana favorita de los hombres y de las mujeres de la alta sociedad y, por tanto, logra hacerse a una fortuna miserable. En el transcurso de su vida llega a cometer homicidios e infanticidios sin importarle las repercusiones. La suerte de Juliette aumentó cuando un hombre de apellido Noirceuil se la llevó a su casa para complacer todos sus deseos carnales, a cambio de grandes cantidades de dinero por sus servicios.
Poco a poco Juliette va viviendo cosas cada vez más atroces que le provocan placer. Tiempo después, Noirceuil la pone en contacto con un hombre muy poderoso, Saint Fond, quien ya no se conforma con el mero placer del dolor, sino que llega a cometer homicidios para conseguir mayor placer. Juliette tiene que obedecer a sus órdenes, sin dar la más mínima muestra de bondad, pues si llega a contradecirlo se convertiría en una víctima más de Saint Fond. Al lado de Saint Fond, Julieta puede cometer cualquier acto atroz sin correr ningún riesgo de ser juzgada, pues este hombre tiene muchas influencias. 
Juliette pide al lector que la compare con su hermana, pues para ese entonces ella posee una gran fortuna. Cada mes le quedaban dos millones de luises libres para gastar en lo que ella quisiera. A Julieta se le ocurre que si era glorioso negar el bien, resultaría aún más delicioso provocar el mal. Cuando se reencuentra con su hermana Justine, que ha vivido una vida de horror y miseria debido a su afán por actuar de forma virtuosa, Juliette la acoge en su palacio. Justine es tratada bien y disfruta de lujos por primera vez en su vida. Sin embargo, un rayo acaba con ella furtivamente. Ante la muerte de su hermana, se dice que Juliette abandona su vida pecaminosa para internarse en un convento. Sin embargo, este hecho es desmentido por ella misma, argumentando que tal historia es una injuria con el objetivo de desacreditarla y declarando que no se arrepiente en absoluto de su estilo de vida. La obra finaliza con la declaración de Juliette de haber conseguido cuanto deseaba en la vida, haber vivido como ella ha querido en todo momento, y desea al lector que reflexione sobre su ejemplo para dar los pasos hacia una vida feliz.

## Análisis
Juliette es la historia de dos hermanas que a temprana edad quedan huérfanas y experimentan la vida por distintos caminos. El camino de la virtud es elegido por Justine y el del vicio por Julieta. El marqués de Sade retrata a una sociedad injusta envuelta por una doble moral, en la cual critica de manera directa a la iglesia, al gobierno y la forma en la que la sociedad se mueve. Violencia, sadismo y prácticas sexuales extremas forman esta novela, satirizando la crueldad de su época:
La virtud y el vicio como temas contrastantes resaltan en la construcción de la obra. El marqués de Sade resalta que la virtud es aplastada por el vicio; mientras que el vicio obtiene ventajas y prospera. Las ideas expuestas por el autor en la novela son radicales para su época elaborando fuertes críticas a la organización social y a la religión. Su forma de ver la vida y de expresarse le valieron su condena a muerte y su reclusión de por vida.